# Milena Rosner
Milena Rosner est une ancienne joueuse de volley-ball polonaise née le 4 janvier 1980 à Słupsk. Elle mesure 1,79 m et jouait au poste de réceptionneuse-attaquante. Elle a totalisé 75 sélections en équipe de Pologne.

## Clubs
| Club                | De        | À         |
| ------------------- | --------- | --------- |
| TPS Czarni Słupsk   | 1994-1995 | 1996-1997 |
| Gedania Gdańsk      | 1997-1998 | 2001-2002 |
| PTPS Piła           | 2002-2003 | 2004-2005 |
| Muszynianka Muszyna | 2005-2006 | 2005-2006 |
| Tenerife Marichal   | 2006-2007 | 2006-2007 |
| Volley Bergamo      | 2007-2008 | 2007-2008 |
| Muszynianka Muszyna | 2008-2009 | 2008-2009 |
| CS Dinamo Bucarest  | 2010-2011 | 2010-2011 |
| Impel Wrocław       | 2011-2012 | 2012-2013 |
| Atom Trefl Sopot    | sep 2014  | déc 2014  |

## Palmarès

### Équipe nationale
- Championnat d'Europe
  - Vainqueur : 2005.

### Clubs
- Championnat de Pologne
  - Vainqueur : 2006, 2009.
- Coupe de Pologne
  - Vainqueur : 2003.
- Championnat d'Espagne
  - Finaliste : 2007.
- Coupe d'Italie
  - Vainqueur : 2008.

### Distinctions individuelles
- Ligue des Champions de volley-ball féminin 2006-2007: Meilleure réceptionneuse[2].